# Borough United Association Football Club
Le Borough United A.F.C. est un club de football gallois semi-professionnel fondé en 1954 et disparu en 1969. Il évolue à domicile au stade de Nant-y-coed, à Llandudno Junction (en), près de la ville de Conwy dans le pays de Galles septentrional.
Son palmarès comprend deux titres de champion de la Welsh League North (en) en 1959 et 1963, ainsi que la Coupe du pays de Galles en 1963. Son succès dans cette dernière compétition lui octroie le droit de participer à la quatrième édition de la Coupe d'Europe des vainqueurs de coupe. Bien qu'il soit éliminé en huitièmes de finale, Borough United reste le premier club gallois à avoir réussi à franchir un tour lors d'une compétition européenne.

## Histoire

### Formation et premiers succès
Formé en 1954, Borough United est issu de la fusion de deux clubs en difficultés financières : le Llandudno Junction F.C. et le Conwy Borough F.C. Il reprend les couleurs du premier (marron et blanc), ainsi que son stade de Nant-y-coed. Comme ses prédécesseurs, il dispute le championnat régional de la Welsh League North (en) (le pays de Galles ne dispose pas d'un championnat unique avant 1992).
Il remporte son premier titre de champion en 1959 en inscrivant plus de quatre buts par match en moyenne, 146 au total. C'est la saison 1962-1963 qui est la plus faste de son histoire. Cette année-là, Borough United remporte à nouveau la Welsh League North, ainsi que deux coupes régionales (la Cookson Cup et la North Wales Coast Challenge Cup) et surtout la Coupe du pays de Galles. Après avoir éliminé notamment les tenants du titre Bangor City en quarts de finale, ils remportent le trophée face à Newport County, un club professionnel évoluant dans le championnat anglais.
Les joueurs de l'équipe reçoivent un accueil triomphal. Ils défilent dans les rues de Llandudno Junction et Conwy à bord d'un bus à impériale ouvert avec leurs quatre trophées.

### L'Europe
En tant que vainqueur d'une coupe nationale, Borough United est qualifié pour la Coupe d'Europe des vainqueurs de coupe 1963-1964 organisée par l'UEFA. C'est la troisième équipe galloise à participer à cette compétition, après Bangor City la saison précédente et Swansea Town en 1961-1962.
La première épreuve que rencontre Borough United est d'ordre financier : le coût d'une campagne européenne est estimé à 4 500 livres, mais le solde du compte en banque du club au terme de la saison 1962-1963 s'élève à 4 £ seulement. Pour y remédier, une grande loterie est organisée avec un bungalow à Llandudno Junction comme premier prix. Les dirigeants font appel à la générosité des 92 membres de la Football League, en calculant qu'il suffit que chacun d'eux vende 5 £ de billets de loterie pour financer la campagne de Borough United. Tous ne se prêtent pas au jeu : si John Moores (en), le propriétaire d'Everton, adresse un chèque de 100 £ au club, huit clubs n'envoient pas un centime à Borough United.
Le tirage au sort des seizièmes de finale est clément avec les Gallois en leur opposant une équipe maltaise, les Sliema Wanderers. Le voyage en avion s'avère difficile, avec une escale à Marseille pour cause de mauvais temps. À leur arrivée à Malte après un trajet de 31 heures, les joueurs sollicitent un report du match au lendemain qui leur est refusé. La rencontre se déroule donc le 15 septembre 1963 au stade national. Devant 15 000 spectateurs, parmi lesquels des marins de la Royal Navy stationnés sur l'île, les joueurs de Borough United parviennent à préserver un score nul et vierge, bien que le terrain sablonneux sur lequel ils jouent ne leur soit pas familier.
Le match retour est organisé le 3 octobre au Racecourse Ground de Wrexham, une enceinte plus spacieuse que le petit stade de Nant-y-coed. C'est au tour des Maltais d'évoluer sur une surface inhabituelle pour eux, du gazon. Grâce à des buts de Gerry Duffy (35e) et Mike Pritchard (57e), Borough United remporte la victoire et se qualifie pour les huitièmes de finale.
Les adversaires suivants des Gallois sont les Tchécoslovaques du Slovan Bratislava. Il s'agit d'un club professionnel qui compte dans ses rangs cinq joueurs internationaux, dont le défenseur Ján Popluhár et le milieu de terrain Jozef Vengloš. Le match aller se déroule à Wrexham le 11 décembre. C'est une rencontre âpre que les visiteurs remportent grâce à un but de Pavol Molnár à la 52e minute.
Une trentaine de supporters gallois accompagnent les joueurs au Tehelné pole de Bratislava pour le match retour, le 15 décembre. Sur une pelouse enneigée, les Gallois parviennent à rester au niveau de leurs adversaires pendant toute la première mi-temps grâce à plusieurs arrêts de leur gardien Dave Walker. Ils cèdent peu après la pause et encaissent deux buts coup sur coup de Pavol Molnár (52e) et Anton Moravčík (53e). Le score final est de 3-0 après un deuxième but de Molnár à la 85e. Le public tchécoslovaque applaudit les joueurs de Borough United à la fin de la rencontre.
Malgré cette élimination précoce, Borough United reste le premier club gallois à avoir réussi à franchir un tour lors d'une compétition européenne.

### Dernières années et disparition
Lors de son unique saison européenne, le club est rapidement éliminé en Coupe du pays de Galles et finit en troisième position de la Welsh League Cup. Il ne conserve qu'un seul trophée à l'issue de la saison 1963-1964, la North Wales Challenge Cup. Borough United se classe systématiquement dans les premières places du championnat dans les années qui suivent, mais ne remporte plus d'autre trophée.
En 1967, les propriétaires du stade de Nant-y-coed, un ordre religieux irlandais, en retirent le droit d'usage à Borough United. Le club ne disposant plus d'un terrain aux normes de la Welsh League, il abandonne sa place en championnat et se retrouve relégué dans la Vale of Conwy League. Il cesse toute activité au bout de deux saisons dans ce championnat local, en mai 1969,. Une partie du personnel du club trouve à s'employer au Llandudno F.C..

## Palmarès
- Welsh League North (en) :
  - Champion : 1958-1959, 1962-1963

- Coupe du pays de Galles :
  - Vainqueur : 1962-1963

- North Wales Coast Challenge Cup :
  - Vainqueur : 1962-1963, 1963-1964
  - Finaliste : 1965-1966

- Cookson Cup :
  - Vainqueur : 1962-1963

## Résultats

### Championnat
Borough United participe à treize saisons consécutives de la Welsh League North (en) entre 1954 et 1967 :
| Saison    | #   | J  | V  | N | D  | Bp  | Bc | Pts |
| --------- | --- | -- | -- | - | -- | --- | -- | --- |
| 1954-1955 | 14e | 34 | 10 | 7 | 17 | 58  | 78 | 27  |
| 1955-1956 | 5e  | 34 | 22 | 2 | 10 | 88  | 61 | 46  |
| 1956-1957 | 8e  | 34 | 14 | 7 | 16 | 82  | 69 | 35  |
| 1957-1958 | 8e  | 32 | 13 | 3 | 16 | 91  | 86 | 29  |
| 1958-1959 | 1er | 34 | 26 | 4 | 4  | 146 | 60 | 56  |
| 1959-1960 | 2e  | 32 | 19 | 4 | 9  | 70  | 39 | 42  |
| 1960-1961 | 3e  | 34 | 19 | 8 | 7  | 94  | 51 | 46  |
| 1961-1962 | 6e  | 34 | 18 | 6 | 10 | 76  | 60 | 42  |
| 1962-1963 | 1er | 32 | 27 | 0 | 5  | 117 | 37 | 54  |
| 1963-1964 | 3e  | 32 | 26 | 0 | 6  | 134 | 37 | 52  |
| 1964-1965 | 2e  | 32 | 22 | 5 | 5  | 115 | 37 | 49  |
| 1965-1966 | 5e  | 28 | 12 | 7 | 9  | 65  | 40 | 31  |
| 1966-1967 | 4e  | 30 | 14 | 6 | 10 | 66  | 43 | 34  |

### Coupe du pays de Galles
Borough United dispute toutes les éditions de la Coupe du pays de Galles de 1954 à 1967 :
- 1954-1955 : éliminé en 32es de finale par Holywell Town (en) (1-3)
- 1955-1956 : éliminé en 64es de finale par Connah's Quay Nomads (1-2)
- 1956-1957 : éliminé en huitièmes de finale par Pwllheli & District (7-2)
- 1957-1958 : éliminé en 32es de finale par Caernarvon Town (3-0)
- 1958-1959 : éliminé en 16es de finale par Oswestry Town (en) (2-1)
- 1959-1960 : éliminé en quarts de finale par Abergavenny Thursdays (en) (3-0)
- 1960-1961 : éliminé en 32es de finale par Pwllheli & District (2-1)
- 1961-1962 : éliminé en 32es de finale par Holywell Town (en) (2-2, rejoué 0-3)
- 1962-1963 : vainqueur en finale contre Newport County (2-1 à l'aller, 0-0 au retour)
- 1963-1964 : éliminé en huitièmes de finale par Chester (5-1)
- 1964-1965 : éliminé en quarts de finale par Chester (0-0, rejoué 2-2, rejoué encore 0-3)
- 1965-1966 : éliminé en quarts de finale par Bangor City (0-5)
- 1966-1967 : éliminé en huitièmes de finale par Chester (2-5)

### Coupe d'Angleterre
Borough United s'inscrit également pour disputer la Coupe d'Angleterre chaque année de 1962 à 1966, sans jamais réussir à franchir les tours préliminaires :
- 1962-1963 : éliminé au troisième tour préliminaire par Ellesmere Port Town (en) (0-1)
- 1963-1964 : éliminé au deuxième tour préliminaire par New Brighton (en) (1-1, rejoué 1-3)
- 1964-1965 : éliminé au troisième tour préliminaire par Ellesmere Port Town (en) (0-4)
- 1965-1966 : éliminé au troisième tour préliminaire par Colwyn Bay United (en) (1-1, rejoué 1-2)
- 1966-1967 : éliminé au premier tour préliminaire par Oswestry Town (en) (2-3)

### Coupe d'Europe des vainqueurs de coupe
- 1963-1964 : éliminé en huitièmes de finale par le Slovan Bratislava (0-1 à l'aller, 0-3 au retour)